# Ramona Cataleta
Ramona Cataleta (Foggia, 28 marzo 1979) è una schermitrice italiana, specializzata nella sciabola.

## Biografia
Ai campionati europei di scherma ha conquistato una medaglia d'argento nella gara di sciabola individuale a Coblenza nel 2001.

## Palmarès
In carriera ha conseguito i seguenti risultati:

### Europei
Individuale
A squadre
- Argento nella sciabola a Coblenza 2001

### Altri risultati
Mondiali cadetti
Individuale
- Bronzo nella spada a Tournai 1996